# ريمي مارتن (لاعب كرة سلة)
ريمي مارتن (بالإنجليزية: Remy Martin) ولد عام (1998,16 يونيو) ريمي مارتن لاعب كرة سلة جامعي أمريكي في جامعة كانساس. سابقا لعب في جامعة ولاية أريزونا.

## مهنته في الكلية

### ولاية أريزونا
بعد حضوره في مدرسة سييرا كانيون, مارتن ألتزم ب ولاية أريزونا. كطالب جديد، متوسط نقاط مارتن 9.6 نقطة, 3.0 كرات مرتدة، و 2.9 تمريرة حاسمة في كل مباراة وحصل على شرف سادس رجل في العام في PAC-12. لقد سجل 21 نقطة في مفاجأة على كانساس. و في السنة الثانية، مارتن عانى من إصابات التي أجبرته على تفويت بضعة مباريات ولكن لازال التنافس على 12.9 نقاط, 5.0 تمريرات حاسمة، و 3.2 كرات مرتدة في كل مباراة. و لقد تمت تسميته الفريق-الثاني ALL-PAC-12.
حصل مارتن على أعلى مستوى في حياته المهنية 31 نقطة ليصل إلى ثمانية تمريرات حاسمة للفوز ب 95-88 وقت إضافي، على أريزونا في 31 يناير,2019. وفي ختام الموسم العادي، مارتن تمت تسميته واختياره للفريق-الأول ALL-PAC12. متوسط نقاط مارتن 19.1 نقطة ( المركز الثاني في المؤتمر ), 4.1 تمريرات و 3.1 كرات مرتدة في كل مباراة ك طالب في السنة الثالثة له، وقاد فريقة Pac-21 مع 2.4 تمريرة لمعدل تساعده على الدوران. بعد الموسم، أعلن مارتن مسودة الدوري الأمريكي لعام 2020. وفي 2 أغسطس، أعلن انسحابه من المسودة أو التجنيد والعودة في السنة الأخيرة له وهي سنة التخرج. في أبريل 6,2021 , أعلن عن مسودة الدوري الأمريكي للمحترفين 2021. أيضا حافظ على أهليته الجامعية ودخل بوابة التحويل.

### كانساس
و لقد أعلن مارتن التزامه ل كانساس في مايو 17,2021 . تم تصنيف مارتن كواحد من أفضل 3 لاعبين متجهين في الموسم.  وفي موسم افتتاحية 2021-22, سجل 15 نقطة في تسديد 5 من 9 ضد ميشيغان.  في ديسمبر 29, 2021 , عانى من إصابة في الركبة اليمنى.  تلك الإصابة أبقته غير مشارك في يناير وسببت في فقدان سبعة مباريات في فبراير. كان قادرا على العودة للمباراة النهائية من الشهر، والتي كانت مباراة خاسره ل بايلور.  عندها حصل على 12 نقطة وثلاث مرات في الموسم الأعلى في فوز مباراة بطولة Big-12 على Texas Tech.  و في الجولة الافتتاحية، حصل على 15 نقطة، واربع تمريرات حاسمة، واثنان من الاستيلاء على تكساس ساوثرن. و من ثم ذهب ليحصل على على 20 نقطة و 7 متابعات ضد كريتون في الجولة التالية، و 23 نقطة في سويت 16 ضد بروفيدنس. بعدما هزمت كانساس ميامي للانتقال للجولة النهائية الرابعة، وحصل على لقب أفضل لاعب في منطقة الغرب الأوسط. في مباراة البطولة الوطنية فقط سجل ثلاثة نقاط في الشوط الأول من المباراة، ولكن حصل على 11 نقطة حاسمة بعد الشوط الأول، مما ساعد كانساس بالفوز على كارولينا الشمالية في البطولة الوطنية الرابعة. وهو ثالث لاعب كرة سلة فلبيني أمريكي يفوز في البطولة الوطنية، بعد اللاعب ريموند تاونسند مع UCLA جامعة كاليفورنيا في لوس انجلوس في عام 1975, و اللاعب كيهي كلارك مع فيرجينيا في عام 2019.

## إحصائيات المهنة

### كلية
| السنة                | الفريق         | لعب | بدأ | دقيقة | ميداني% | ثلاثية | حرة  | ارتداد | صنع | استلاب | تصدي | نقطة |
| -------------------- | -------------- | --- | --- | ----- | ------- | ------ | ---- | ------ | --- | ------ | ---- | ---- |
| 2017–18 [الإنجليزية] | Arizona State ‏ | 32  | 1   | 23.8  | .453    | .371   | .755 | 3.0    | 2.9 | 1.1    | .1   | 9.6  |
| 2018–19 [الإنجليزية] | Arizona State ‏ | 32  | 28  | 32.6  | .402    | .312   | .736 | 3.2    | 5.0 | 1.3    | .0   | 12.9 |
| 2019–20 [الإنجليزية] | Arizona State ‏ | 31  | 31  | 33.8  | .432    | .335   | .772 | 3.1    | 4.1 | 1.5    | .0   | 19.1 |
| 2020–21 [الإنجليزية] | Arizona State ‏ | 23  | 23  | 33.5  | .433    | .346   | .776 | 2.8    | 3.7 | 1.2    | .0   | 19.1 |
| 2021–22 [الإنجليزية] | Kansas         | 29  | 13  | 21.2  | .458    | .357   | .754 | 3.0    | 2.6 | .6     | .1   | 8.4  |
| Career               | Career         | 147 | 95  | 28.8  | .432    | .338   | .761 | 3.0    | 3.7 | 1.1    | .1   | 13.6 |

## الحياة الشخصية
والد مارتن ( انا مارتن ) أمريكي من اصل أفريقي ووالدته ( ماري ان ماكاسباك ) من بامبانجا الفلبين. يحمل مارتن الجنسية الفلبينية الأمريكية المزدوجة.

## روابط خارجية
- السيرة الذاتية كانساس Jayhawks نسخة محفوظة 25 مايو 2022 على موقع واي باك مشين.
- ولاية أريزونا سيرة ذاتية شياطين الشمس الحيوية